# 法蘭克福自由市
法兰克福自由市（德語：Freie Stadt Frankfurt）成立于1372年，是神圣罗马帝国和德意志邦联的自由市，不属于该区的统治者或贵族管辖。在神圣罗马帝国时期，法兰克福是一个最重要的城市。从1562年起，法兰克福取代亚琛，成为神圣罗马帝国皇帝加冕大礼的举行地，前后有10位皇帝在这里加冕，直到神圣罗马帝国告终。
1806年被并入威斯特法伦王国。
1814年重建后为德意志邦联的首都和邦联议会的所在地，1848年为法兰克福國民議會所在地。1866年普奥战争中被普鲁士占领，布拉格和约后，被普鲁士并入黑森-拿骚省，名为美茵河畔法兰克福，结束了帝国自由市的自治地位。